# Bloomington (Illinois)
Bloomington je grad u američkoj saveznoj državi Ilinois. Prema popisu stanovništva iz 2010. u njemu je živjelo 76.610 stanovnika.